# Апкан
Апкан (кирг. Апкан) — село в Баткенском районе Баткенской области Кыргызстана. Входит в состав Суу-Башынского айылного аймака.

## География
Село расположено в центральной части области, на правом берегу реки Сох, на расстоянии приблизительно 20 километров (по прямой) к востоку от города Баткена, административного центра области и района. Абсолютная высота — 1005 метров над уровнем моря.

## Население
Согласно оценочным данным Национального статистического комитета Кыргызской Республики, численность населения села на начало 2023 года составляла 1349 человек.
| год     | 2009 | 2014 | 2015 | 2020 | 2021 | 2023 |
| ------- | ---- | ---- | ---- | ---- | ---- | ---- |
| человек | 923  | 998  | 1011 | 1162 | 1298 | 1349 |